# Walter Lackner
Walter Lackner är en österrikisk paraidrottare inom alpin skidåkare.

## Meriter
- Paralympiska vinterspelen 2006  
  - Brons, utförsåkning stående
  - Guld, Super-G stående